# Monnechroma seabrai
Monnechroma seabrai  (лат.) — вид жуков-усачей рода Monnechroma из подсемейства Cerambycinae. Обнаружены в Южной Америке (Бразилия). Длина самцов 13,3 мм, самок — 12,8 мм; длина переднеспинки 2,3 - 2,5 мм; длина надкрылий самцов 9,5 мм, самок — около 9 мм. Растение-хозяин неизвестно. Вид был впервые описан в 1989 году (вместе с Cnemidochroma lopesi) бразильскими энтомологами С. А. Фрагосо (Sergio Augusto Fragoso) и М. А. Монне (Miguel Ángel Monné; Рио-де-Жанейро, Бразилия) под первоначальным названием Xenochroma seabraiи назван по месту типового обнаружения (Campos Seabra)
. В 2005 году перенесён в состав рода Monnechroma.